# Imagine (cançó)
Imagine és una cançó de John Lennon, escrita en col·laboració amb Yoko Ono, publicada el 1971 en l'àlbum del mateix nom.
La lletra està parcialment inspirada en el llibre de poemes de Yoko Ono Grapefruit de 1964, en què cada poema comença amb una invocació semblant.
La cançó es queixa de les guerres (nothing to kill or die for), de les fronteres (imagine there's no countries), de la religió (no religion too) i conclou que hauríem de compartir el món (imagine all the people sharing all the world) i que encara que sembli que en la cançó es demana molt, no sols Lennon vol la pau (you may say I'm a dreamer, but I'm not the only one).
Després de la mort de John Lennon, es va construir en record seu un mosaic amb la paraula Imagine al Central Park de Nova York, davant de l'edifici Dakota on va ser assassinat. El 2002, es va canviar el nom de l'aeroport de Liverpool a Liverpool John Lennon Airport, i es va adoptar el lema Above us only sky, pintant-lo al sostre.
Dies després de la mort de Lennon, i segurament a causa d'això, Imagine va ser núm. 1 a les llistes de Gran Bretanya el 4 de gener de 1981.
La cançó s'ha convertit en l'himne oficial de l'organització Amnistia Internacional.
El 2017 Yoko Ono va ser oficialment reconeguda com a coautora de la cançó.

## Gravació
Lennon i Ono va coproduir la cançó i l'àlbum amb Phil Spector, que va comentar el tema: "Sabíem el que anàvem a fer ... Havia de ser una declaració política de John, però també molt comercial ... Sempre vaig pensar que 'Imagine' era com l'himne nacional " Lennon va descriure el seu acord de treball amb Ono i Spector:" Phil no s'encarrega dels ajustaments ni res semblant; [Ono] i Phil s'asseuran a l'altra habitació i faran comentaris com: 'Per què no proves aquest so' o 'No estàs tocant el piano gaire bé'... Jo tinc la idea inicial i ... simplement vam trobar un so a partir d'aquí".

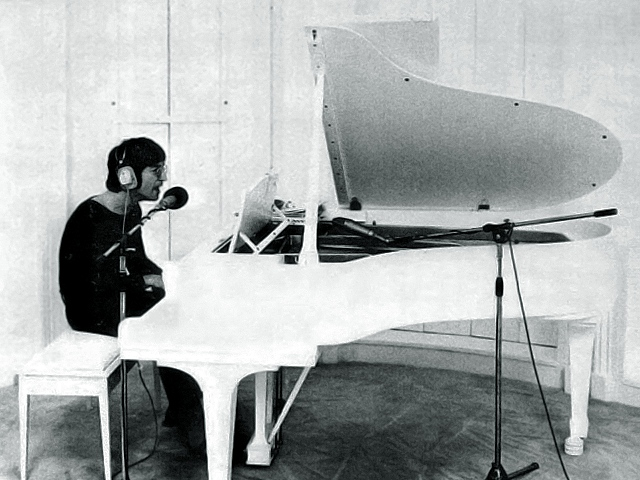
Un anunci de Billboard de 1971 per "Imagine"

La gravació es va dur a terme el 27 de maig de 1971 als Ascot Sound Studios, l'estudi que Lennon acabava de crear a Tittenhurst Park, i les sobregrabaciones de les cordes es van fer el 4 de juliol de 1971 a la Record Plant, a la ciutat de Nova York. Relaxades i pacients, les sessions van començar a última hora del matí i es van prolongar fins just abans del sopar, a primera hora de la nit. Lennon va ensenyar als músics la progressió d'acords i un primer esquema de treball per "Imagine", assajant la cançó fins que va considerar que els músics estaven a punt per gravar. En el seu intent de recrear el so desitjat per Lennon, Spector va fer que algunes de les primeres gravacions incloguessin a Lennon i Nicky Hopkins tocant en diferents octaves en un piano. També va intentar inicialment gravar la part de piano amb Lennon tocant el piano de cua blanc a l'habitació blanca de la parella. No obstant això, després de considerar que l'acústica de l'habitació era inadequada, Spector va abandonar la idea en favor de l'entorn superior de l'estudi que va crear Lennon. Van completar la sessió en minuts, gravant tres preses i triant la segona per a la seva publicació. L'a gravació acabada va comptar amb Lennon al piano i en la veu, Klaus Voormann amb el baix elèctric, Alan White en la bateria i els Flux Fiddlers a les cordes. La composició de cordes va ser escrita per Torrie Zito.
Publicat per Apple Records als Estats Units l'octubre de 1971, "Imagine" es va convertir en el single més venut de la carrera en solitari de Lennon i va aconseguir el número tres a la llista Billboard Hot 100 i el número u al Canadà a la llista nacional de singles de RPM, on va romandre durant dues setmanes. Després del seu llançament, la lletra de la cançó va molestar a alguns grups religiosos, especialment la línia "Imagina que no hi ha cel": "Quan li van preguntar per la cançó en una de les seves últimes entrevistes, Lennon va dir que la considerava una composició tan sòlida com qualsevol de les que hi havia escrit amb els Beatles: "És antireligiosa, antinacionalista, anticonvencional i anticapitalista, però com és molt dolça s'accepta ... Ara entenc el que cal fer. Posar el teu missatge polític amb una mica de mel." En una carta oberta a Paul McCartney publicada a Melody Maker, Lennon va dir que "Imagine" era 'Working Class Hero' amb sucre per als conservadors com tu". El 30 de novembre de 1971, l'LP Imagine va arribar a la primera posició en la llista d'èxits del Regne Unit i es va convertir en l'àlbum de major èxit comercial i aclamat per la crítica de la carrera en solitari de Lennon.